# Garcinija
Garcinija (lat. Garcinia), biljni rod iz porodice kluzijevki kojemu pripada blizu 400 vrsta zimzelenog drveća i grmova u tropskoj Africi, Americi, Aziji i Australiji.

## Opis
Garcinija j rod u porodici kluzijevki s oko 250 vrsta drveća i grmlja koji se nalaze u tropima, ali posebno u paleotropima. S obzirom na iznimnu raznolikost floralne strukture u cijelom rodu, njegova je taksonomija sporna. Brojne su vrste važne u lokalnoj medicini, a neke se uzgajaju zbog plodova ili kao ukrasne biljke.
Najpoznatija vrsta od njih je mangostin (G. mangostana), koji se uzgaja zbog ploda. Imbe, ili afrički mangostin (G. livingstonei), ima kruto lišće i male, narančaste plodove debele kože sa sočnom, kiselom, mirisnom pulpom. Rata, ili žuti mangostin (G. tinctorea), daje žuti plod veličine breskve sa šiljastim krajem i maslačno žutim mesom kiselkastog okusa. Bacupari (G. gardneriana) porijeklom je iz Južne Amerike i proizvodi jestivu aril. Gorka garcinija (G. spicata), sadi se kao ukras u tropskim područjima oceana s prskanjem soli. Narančaste boje (gamboge) ekstrahiraju se iz kore G. xanthochymus i G. cowa. Brojne su vrste navedene kao ugrožene na Crvenom popisu ugroženih vrsta IUCN-a, a najmanje dvije, G. cadelliana i G. tanzaniensis, kritično su ugrožene.

## Vrste
- Vidi Popis vrsta roda Garcinia

## Sinonimi
- Biwaldia Scop.
- Brindonia Thouars
- Cambogia L.
- Chloromyron Pers.
- Clusianthemum Vieill.
- Coddampulli Adans.
- Discostigma Hassk.
- Hebradendron Graham
- Koddampuli Adans.
- Lamprophyllum Miers
- Magostan Adans.
- Mangostana Rumph. ex Gaertn.
- Ochrocarpos Noronha ex Thouars
- Oxycarpus Lour.
- Pentaphalangium Warb.
- Platorheedia Rojas
- Rheedia L.
- Rhinostigma Miq.
- Septogarcinia Kosterm.
- Stalagmites Spreng.
- Stalagmitis Murray
- Terpnophyllum Thwaites
- Tripetalum K.Schum.
- Tsimatimia Jum. & H.Perrier
- Verticillaria Ruiz & Pav.
- Xanthochymus Roxb.

## Vanjske poveznice
|  | Zajednički poslužitelj ima još gradiva o temi Garcinia |
|  | Wikivrste imaju podatke o taksonu Garcinia             |